# EMD GP9

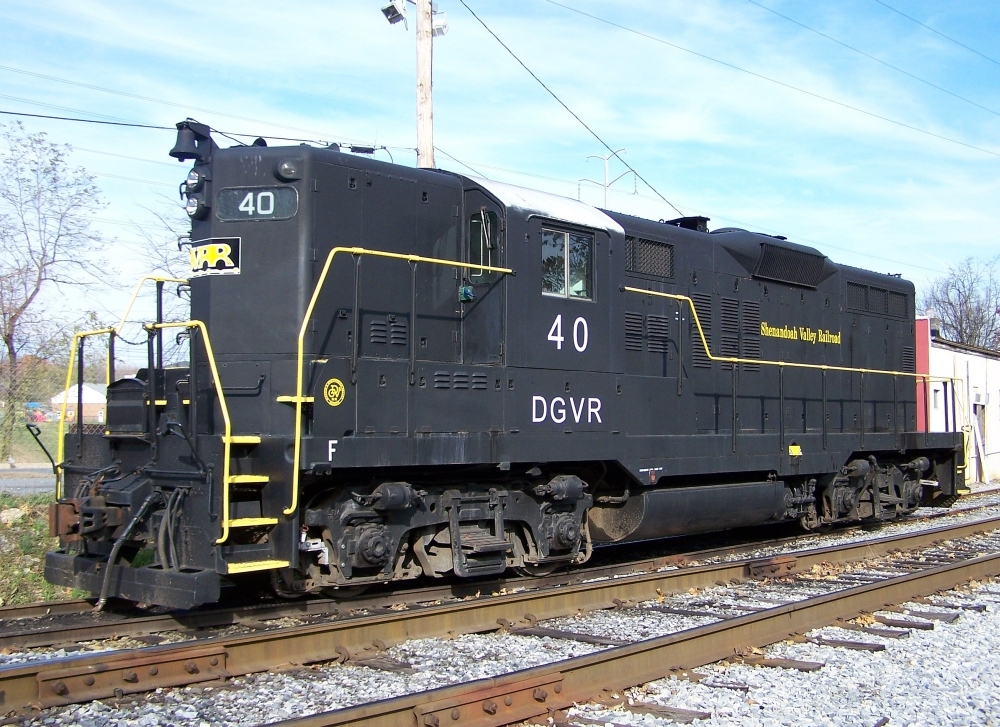
Uma EMD GP9 equipada com freios dinâmicos em Staunton (Virgínia)

A GP9 é uma locomotiva diesel-elétrica de quatro eixos e 1750 hp de potência construída pela Electro-Motive Diesel entre Janeiro de 1954 e Agosto de 1963 nos Estados Unidos e no Canadá. Sua produção nos Estados Unidos foi encerrada em Dezembro de 1959, enquanto treze unidades ainda foram produzidas no Canadá, incluindo as duas últimas, em Agosto de 1963. A força é provida por um motor EMD 567C com 16 cilindros, cada um com 567 polegadas cúbicas (92 874,6 cc), que produzem 1 750 hp (1,3 MW). Essa locomotiva foi oferecida às ferrovias tanto na sua versão com ou sem cabine. Locomotivas construídas sem cabine recebiam a subdesignação GP9B. Estas, por sua vez, foram construídas nos Estados Unidos entre Fevereiro de 1954 e Dezembro de 1959.

## Produção
Um total de 3 436 unidades desse modelo de locomotiva foram construídas para as ferrovias americanas, 646 para as ferrovias canadenses e 10 para as ferrovias mexicanas. Cinco foram também construídas para o Brasil e representam as GP9's da EFA. Das GP9B, 165 unidades foram construídas, todas para as ferrovias americanas.

## Locomotivas Reformadas

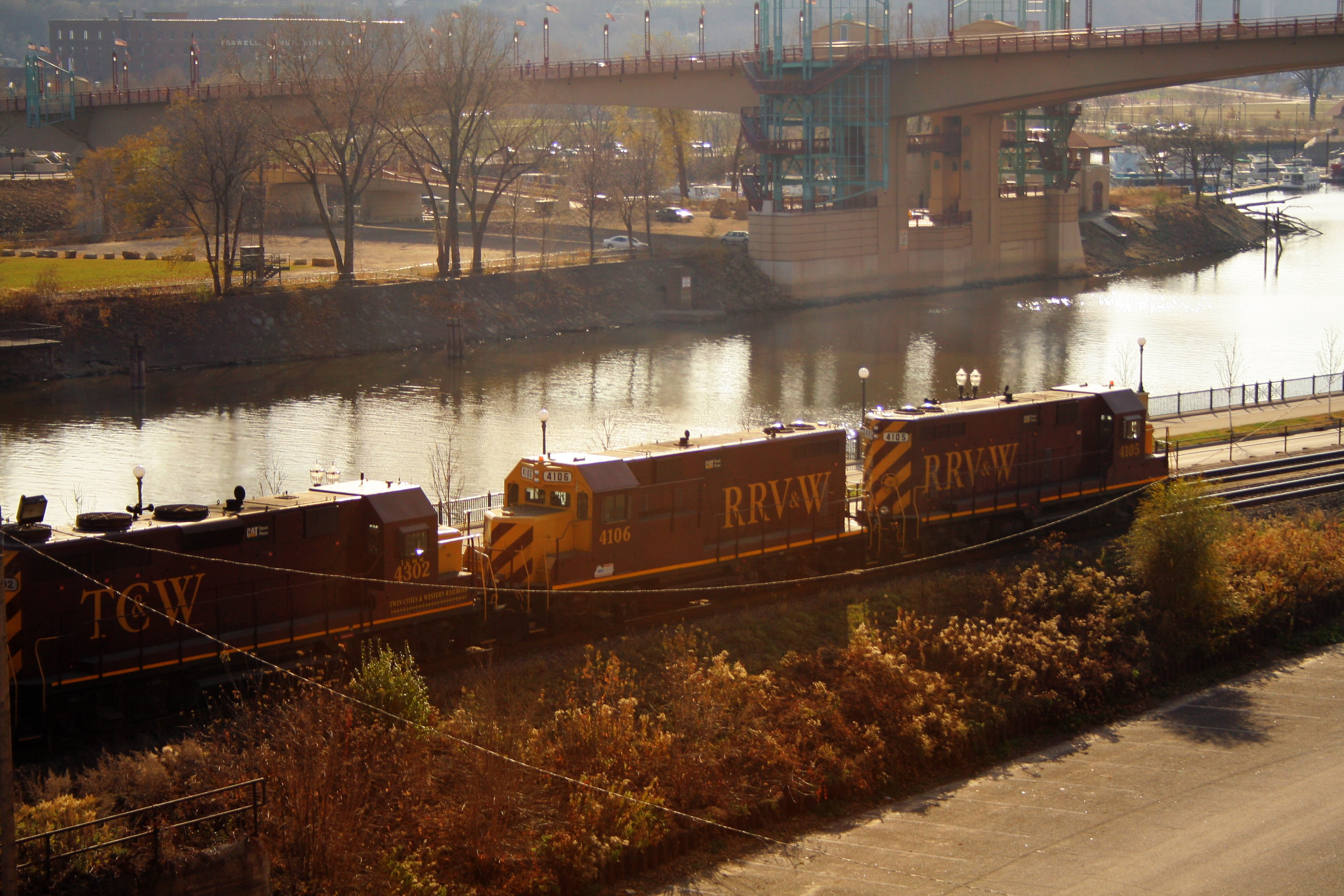
Duas GP9RM

Um total de 40 unidades GP9RM estão inclusas nas 3 444 unidades construídas para ferrovias americanas. Uma GP9RM foi construída com partes de alguma outra locomotiva mais antiga da EMD, sendo de uma da linha F unit ou de uma GP7 danificada. O uso das partes dessas locomotivas, levou as GP9M a terem uma potência menor em relação à GP9. A potência seria 1350 hp se a locomotiva doadora fosse uma EMD FT/F2 ou 1 500 hp se fosse de locomotivas EMD F3, F7 ou GP7.
Nos Estados Unidos muitas GP9's reformadas continuam em serviço em shortlines e operações industriais. Algumas foram reconstruídas como SLUG ou Manobreiras para as Ferrovias Classe I Norte Americanas. A Canadian Pacific Railway e a Canadian National Railway ainda possui muitas locomotivas deste tipo em sua frota até 2012 como manobreiras.
Muitas GP9 foram reformadas com 1 500 hp e rebatizadas como GP9RM.

## Utilização no Brasil
As GP9's brasileiras foram compradas pela Estrada de Ferro Araraquara em seu plano de dieselização nos anos 1950 para substituir a tração a vapor que se demonstrava mais custosa e menos eficiente.
Chegaram em 1957 como GP9L já que eram locomotivas de peso leve e truques ferroviários de quatro eixos Flexicoil-B.
Possuíam freio dinâmico com ventoinhas maiores de 48 polegadas contra as de 36 polegadas dos EUA, e grades traseiras do tipo galinheiro e não o gradil padrão quadrado da  maioria das GP9 domésticas.
Na Estrada de Ferro Araraquara chegaram com pintura padrão da EMD para ferrovias que não especificavam alguma pintura, sendo alaranjada com aletas estilizadas em amarelo no corpo curto e duas finas faixas amarelas envolvendo uma faixa maior vermelha com as inscrições em amarelo "ARARAQUARA" no centro. Essa pintura também chegou ao Brasil nas EMD G12 compradas pela RFFSA para a VFRGS e nas GM G8 com truques ferroviários A-1-A que chegaram para a EFSLT.
Inicialmente numeradas de 1001 a 1005, na Fepasa foram renumeradas de 7001 a 7005.
Receberam a pintura de transição da EFA-Fepasa, a pintura Azul com faixa branca, a Vermelha e faixas brancas (Coca-Cola) e a última, Branca, vermelha e preta, cores da bandeira de São Paulo.
Com o fim da Fepasa, sendo incorporada a RFFSA e sua posterior privatização pouco tempo depois, todas as GP9 foram transferidas para a concessionária Ferroban, que viria a se tornar a Brasil Ferrovias essas concessionárias por problemas administrativos não possuíam grande recursos para reinvestir em suas locomotivas, principalmente as mais velhas, como as GP9's que já estavam na casa dos 45 anos de uso. Com seu desgaste natural e necessidade de manutenção as GP9 acabaram sendo encostadas rapidamente, provavelmente restando poucas, ou nenhuma ainda operacional.
Hoje muitas GP9 se encontram encostadas em Araraquara, junto com locomotivas LEW, carros ACF, uma locomotiva V8 e uma GE C30-7 na fila da morte. Acreditamos que agora que a Brasil Ferrovias se tornou América Latina Logística. Algumas dessas maquinas sejam reformadas e devolvidas a trafego, como manobreiras ou locomotivas de trens de serviço, na bitola larga ou na métrica, porém nenhum parecer da própria ALL ainda foi dado.
Porém sem duvida a GP9 foi umas das locomotivas mais bonitas e de traços mais marcantes do Brasil. Alguns que as viram funcionar dizem que o barulho de seu 16-567C pode ser reconhecido a quilômetros de distância e chegam a compará-lo a uma sinfonia a seus ouvidos. Também se demonstrou confiável e robusta, pois fabricar uma locomotiva para linhas leves e oficinas mal equipadas para a tração diesel, como as de todo Brasil da época, não era algo fácil, visto que muitas locomotivas contemporâneas a GP9 pararam de circular por baixa confiabilidade, inexistência de peças no mercado e baixo rendimento muito antes delas.